# 萊茵斯貝格湖

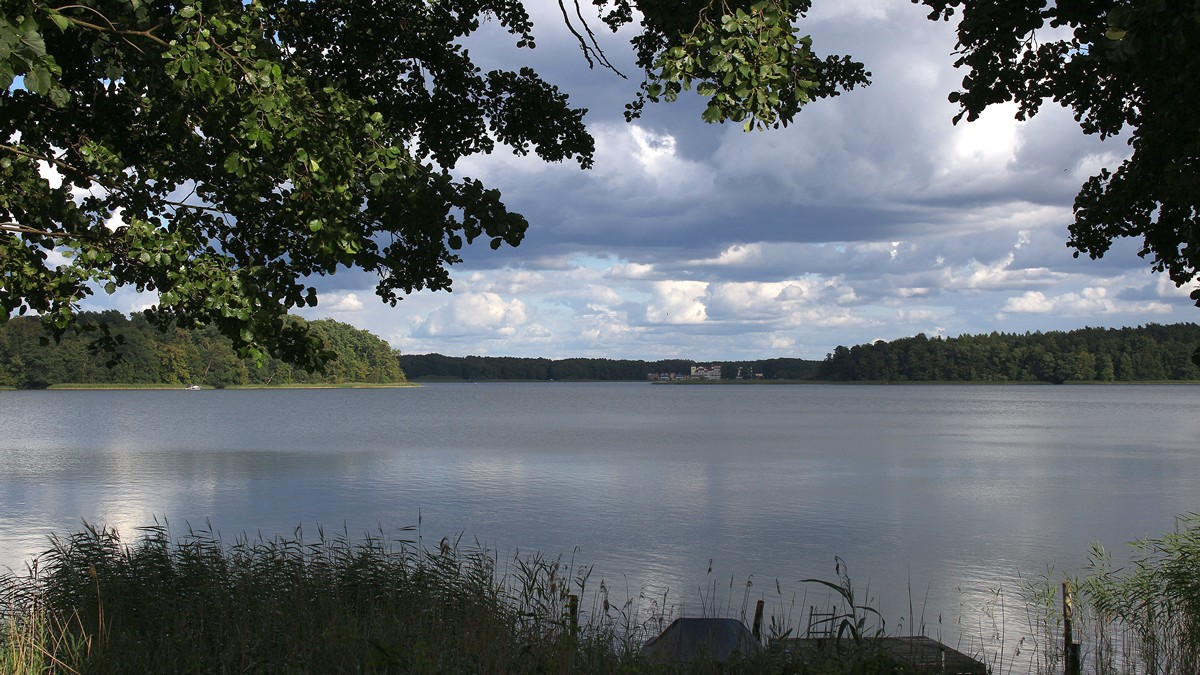

53°07′24″N 12°52′11″E / 53.123244°N 12.869797°E
萊茵斯貝格湖（德語：Rheinsberger See），是德國的湖泊，位於該國西南部，由勃蘭登堡州負責管轄，處於東普里格尼茨-魯平縣，長2.3公里、寬2公里，面積2.5平方公里，海拔高度56米，最大水深29米。